# 8027 Robertrushworth
A 8027 Robertrushworth (ideiglenes jelöléssel (8027) 1991 PB12) a Naprendszer kisbolygóövében található aszteroida. Henry Holt fedezte fel 1991. augusztus 7-én.